# Christian Dalmau
Pour les articles homonymes, voir Dalmau.
Christian Dalmau Santana, né le 29 août 1975 à Quebradillas, à Porto Rico, est un joueur portoricain de basket-ball, évoluant au poste de meneur.

## Carrière

### Palmarès
- 3e du Championnat des Amériques de basket-ball 2003, 2007
- Finaliste du Championnat des Amériques de basket-ball 2009